# Kurczałoj
Kurczałoj (ros. Курчалой, czecz. Куршлой / Kurşloy) – miejscowość w Czeczenii. Według danych szacunkowych na rok 2008 liczy 20 772 mieszkańców. Stolica rejonu kurczałojewskiego.